# Златко Хорват
Златко Хорват  (хорв. Zlatko Horvat, 25 вересня 1984) — хорватський гандболіст, олімпійський медаліст.

## Виступи на Олімпіадах
| Олімпіада   | Дисципліна | Місце |
| ----------- | ---------- | ----- |
| Пекін 2008  | гандбол    | 4     |
| Лондон 2012 | гандбол    | 3     |

## Зовнішні посилання
- Досьє на sport.references.com [Архівовано 18 квітня 2020 у Wayback Machine.]